# Diocesi di Cos
La diocesi di Cos (in latino Dioecesis Coensis) è una sede titolare della Chiesa cattolica.
Assieme a Nisiro, la sede di Cos costituisce oggi la metropolia di Coo e Nisiro, una delle diocesi ortodosse del Dodecaneso, sottoposte al patriarcato ecumenico di Costantinopoli (in greco: Ἱερὰ Μητρόπολις Κώου καὶ Νισύρου).

## Storia
Cos, corrispondente all'isola di Coo, è un'antica sede vescovile della Grecia, appartenente alla provincia ecclesiastica delle Isole (Cicladi), suffraganea dell'arcidiocesi di Rodi.
Le fonti letterarie documentano l'esistenza di sei vescovi del primo millennio. Melifrone prese parte al concilio di Nicea del 325. Edesio fu tra i vescovi eusebiani che abbandonarono il concilio di Sardica per costituire un sinodo alternativo a Filippopoli nell'autunno del 343.
Giuliano è attestato in più occasioni negli atti conciliari della metà del V secolo ed è noto anche grazie alla corrispondenza di papa Leone I, dalla quale si viene a conoscere che il vescovo era originario di Roma e legato da amicizia con il pontefice. Prese parte ai due sinodi convocati a Costantinopoli nel novembre 448 e nell'aprile 449 per verificare l'ortodossia della teologia insegnata dal monaco Eutiche; nel primo sinodo Giuliano intervenne per professare la cristologia definita dai padri a Nicea (325) e a Efeso (431) e per dichiarare l'eresia professata da Eutiche. Dall'epistolario leoniano, si è a conoscenza di un fitto scambio di lettere tra il pontefice Leone I e Giuliano, prima e dopo il concilio di Efeso indetto dell'imperatore Teodosio II per il mese di agosto del 449, durante il quale fu riabilitato Eutiche e condannati tutti i sostenitori della doppia natura di Cristo dopo l'incarnazione. Giuliano non prese parte a questo concilio, ma fu presente alle sedute del concilio di Calcedonia del 451; gli atti greci della prima seduta lo presentano come "Giuliano della città di Cos, che agisce al posto di Leone del trono apostolico dell'antica Roma", ossia nella duplice veste di vescovo e di legato papale. Altre lettere tra Giuliano e papa Leone sono note tra maggio 452 e dicembre 457. Giuliano appose la sua firma alla lettera dei vescovi della provincia delle Isole all'imperatore Leone nel 458 in seguito all'uccisione del patriarca alessandrino Proterio. L'ultima menzione di Giuliano è la sua sottoscrizione nel 459 al decreto sinodale di Gennadio I contro i simoniaci.
Doroteo sottoscrisse la petizione indirizzata dal sinodo di Costantinopoli il 20 luglio 518 al patriarca Giovanni II perché rompesse con Severo di Antiochia e ristabilisse la teologia sancita a Calcedonia. Giorgio fu uno dei membri del concilio di Costantinopoli del 680-681. Infine Costantino prese parte al concilio di Costantinopoli dell'879-880 che riabilitò il patriarca Fozio di Costantinopoli.
Secondo la Cronaca di Michele il Siro, un anonimo vescovo di Cos rese possibile con il tradimento il saccheggio della città ad opera degli Arabi nel 653/654.
Le fonti archeologiche e sigillografiche hanno riportato alla luce i nomi di altri vescovi di Cos. Due iscrizioni scoperte sull'isola, databili entrambe tra V e VI secolo, riportano i nomi dei vescovi Aristocrate e Ellanico. Un lacerto musivo, databile al VI secolo, scoperto nel battistero della basilica di Mastichari, riporta il nome del vescovo Giovanni, promotore della costruzione del battistero stesso. Un sigillo vescovile, databile al VII secolo, riporta la dicitura: «Madre di Dio, porta soccorso a Teodoro, vescovo di Cos». Infine, un altro sigillo, databile all'VIII secolo, menziona il vescovo Gregorio.
Nel Medioevo l'isola fu occupata dai Veneziani, che la vendettero ai Cavalieri Ospitalieri, governatori della vicina isola di Rodi. Due secoli più tardi i Cavalieri lasciarono l'isola conquistata dai Turchi nel 1525. Sull'isola, chiamata Lango, fu istituita una diocesi Langonensis di rito latino, di cui sono noti i nomi di alcuni vescovi del XIV secolo. Proprio a causa della presenza dei Latini che gli impedirono di esercitare le sue funzioni, il vescovo greco di Cos, di cui si ignora il nome, fu trasferito nel mese di aprile del 1340 a Corinto.
Dal 1933 Cos è annoverata tra le sedi vescovili titolari della Chiesa cattolica; la sede è vacante dal 30 giugno 2004.

## Cronotassi

### Vescovi greci
- Melifrone † (menzionato nel 325)
- Edesio † (menzionato nel 343)
- Giuliano ? † (prima del 448 - dopo il 459)
- Doroteo † (menzionato nel 518)
- Aristocrate † (V/VI secolo)
- Ellanico † (V/VI secolo)
- Giovanni † (VI secolo
- Teodoro † (VII secolo)
- Anonimo † (menzionato nel 653/654)
- Giorgio † (menzionato nel 680)
- Gregorio † (VIII secolo)
- Costantino † (menzionato nell'879)

### Vescovi di Lango
- Bernardo † (? nominato arcivescovo di Rodi)
- Amedeo d'Alba, O.F.M. † (17 luglio 1342 - 15 febbraio 1346 nominato vescovo di Noli)
- Giovanni Seguini, O.P. † (? - ? deceduto)
- Pietro † (15 luglio 1348 - ? deceduto)
- Matteo, O.E.S.A. † (23 ottobre 1349 - ?)
- Filippo † (menzionato il 2 febbraio 1385)[14]

### Vescovi titolari
- Nicolas Martinus Schneiders, C.I.C.M. † (10 giugno 1948 - 3 gennaio 1961 nominato arcivescovo di Makassar)
- Paul Heinrich Nordhues † (5 giugno 1961 - 30 giugno 2004 deceduto)